# Eujacobsonia genalis
Eujacobsonia genalis är en stekelart som beskrevs av Wiebes 1967. Eujacobsonia genalis ingår i släktet Eujacobsonia och familjen fikonsteklar. Inga underarter finns listade i Catalogue of Life.